# Simigaq Heilmann
Simigaq Heilmann (* 20. Juni 1990) ist eine grönländische Politikerin (Demokraatit).

## Leben
Simigaq Heilmann stammt aus Qeqertarsuaq und hat Journalismus am Ilisimatusarfik studiert.
Sie kandidierte erstmals bei der Kommunalwahl 2017 als einzige Kandidatin ihrer Partei in der Kommune Qeqertalik, konnte aber keinen Sitz erreichen, obwohl sie bzw. ihre Partei rund 5 % aller Stimmen erhielt. Bei der Parlamentswahl 2018 erreichte sie den ersten Nachrückerplatz der Demokraatit. Im März 2019 wurde sie für den beurlaubten und später zurückgetretenen Niels Thomsen Mitglied im Inatsisartut. Bei der Parlamentswahl 2021 kam sie auf den dritten Nachrückerplatz, verzichtete aber später auf eine Einberufung. Bei der Kommunalwahl am selben Tag verbesserte sie ihr Ergebnis von 2017 und konnte in den Kommunalrat einziehen.
Bei der Parlamentswahl 2025 erhielt sie trotz leichter Stimmverluste das zehnte der zehn Mandate der Demokraatit, die erstmals stärkste Kraft wurden. Bei der Kommunalwahl 2025 konnte sie ihren Sitz verteidigen, wobei die Demokraatit zweitstärkste Kraft hinter der Siumut waren. Nachdem die ursprünglich verhandelte Koalition zwischen Siumut, Atassut und Naleraq doch nicht zustande gekommen war, handelte sie mit der Inuit Ataqatigiit und der Naleraq einen Koalitionsabkommen aus, um anschließend den Bürgermeisterposten zu übernehmen.